# Ophiorrhiza hallieri
Ophiorrhiza hallieri là một loài thực vật có hoa trong họ Thiến thảo. Loài này được Valeton ex Merr. mô tả khoa học đầu tiên năm 1937.